# Kraljevo
Kraljevo (em cirílico: Краљево) é uma cidade da Sérvia localizada no município de Kraljevo, pertencente ao distrito de Ráscia, na região de Zapadno Pomoravlje. A sua população era de 63030 habitantes segundo o censo de 2011.

## Demografia
| 1948  | 1953  | 1961  | 1971  | 1981  | 1991  | 2002  | 2011  |
| ----- | ----- | ----- | ----- | ----- | ----- | ----- | ----- |
| 11200 | 15152 | 20490 | 27839 | 52485 | 57926 | 57411 | 63030 |